# Kaefferkopf
Der Weinberg Kaefferkopf (dt. Käferkopf) ist eine Weinlage im Elsass. Seit dem 12. Januar 2007 ist die Lage Kaefferkopf Teil der Alsace Grand Cru Appellation und gehört damit zu den 51 potentiell besten Lagen des Elsass. Insgesamt wurden 71,65 Hektar Rebfläche zugelassen.
Die Lage befindet sich auf dem Gebiet der Gemeinde Ammerschwihr, nur wenige Kilometer nördlich von Colmar entfernt. Das Gebiet befindet sich in einer Hügelzone, die den Vogesen vorgelagert ist. Der Weinberg liegt in süd- bis südöstlicher Lage auf einer Höhe von 230 bis 350 m ü. NN. Durch die Hanglage unterhalb der Drei Ähren wird die Gefahr von Frostschäden nach dem Austrieb der Reben im Frühjahr minimiert, weil in den Nächten entstehende Kaltluft nicht über den Weinbergen liegen bleibt, sondern zur Ebene hin abgleiten kann. Die Vogesen im Westen bewahren das in seinem Lee gelegene Weinbaugebiet bei Südwest- oder Westwetterlagen vor zu viel Niederschlag. Daraus resultiert eine für die nördliche Lage überdurchschnittlich lange Sonnenscheindauer. 
Die Weinlage wird durch den Walbach topographisch in zwei Bereiche aufgeteilt: 
- Der nördliche Bereich hat eine östliche Ausrichtung. Lediglich im äußersten Norden folgt der Bereich einer Verwerfung und ist dort nordöstlich ausgerichtet (die Gemarkung Gries). Die Lage ruht auf einem Sockel granitischen Urgesteins. Die Verwerfung ist nicht aufgeschlossen; der Boden ist von Löss und Sedimentgestein der Vogesen bedeckt. Der Lehmboden verfügt über einen  besonders hohen Kalk- oder Sandgehalt

- Der südliche Bereich ist topographisch wesentlich heterogener. Die Oberfläche wird durch einige kleine Täler kleiner Rinnsale aufgelockert. Die Rebflächen sind  in süd- bis nordöstlicher Exposition gelegen. Im unteren Bereich des Hangs ist die oberrheinische Verwerfung aufgeschlossen und gibt diverse Granitböden frei.

Die Lage Kaefferkopf wurde aus einer Fülle von Gemarkungen zusammengestellt:
- Gemarkung Kastzelberg-Purbergtal, 2 ha 78 ar 35 ca
- Gemarkung Purberg, 9 ha 04 ar 40 ca
- Gemarkung Kaefferkopf, 1 ha 87 ar 33 ca
- Gemarkung Krettenruck, 4 ha 85 a 50 ca
- Gemarkung Hebsack, 2 ha 49 a 79 ca
- Gemarkung Froehn, 4 ha 43 a 35 ca
- Gemarkung Erlenbrunn, 0 ha 74 a 99 ca
- Gemarkung Steinbruecklen, 0 ha 21 a 66 ca
- Gemarkung Hahnen, 2 ha 23 a 92 ca
- Gemarkung Pfulben, 9 ha 07 a 38 ca
- Gemarkung Stichreben, 4 ha 29 a 06 ca
- Gemarkung Meywihr, 6 ha 84 a 58 ca
- Gemarkung Hasengrab, 3 ha 92 a 59 ca
- Gemarkung Oberhinterkirch, 2 ha 80 a 00 ca
- Gemarkung Gries, 9 ha 97 a 21 ca
- Gemarkung Sommerberg, 0 ha 20 a 94 ca

Diesen Gemarkungen wurden am 6. September 2006 noch einige Parzellen hinzugefügt, so dass der Kaefferberg bei seiner Ernennung zum Alsace Grand Cru von 67,81 Hektar auf die aktuelle Größe von 71,65 Hektar vergrößert wurde.

## Rebsorten
Die Lage und die Bodenqualität begünstigen den Anbau von Gewürztraminer (ca. 59 Prozent der bestockten Rebfläche) und Riesling (ca. 35 Prozent der bestockten Rebfläche). Auf 5 Prozent wird der Grauburgunder angebaut, der im Elsass Pinot Gris genannt wird. In der Vergangenheit war auch der Name Tokay üblich. Prinzipiell dürfen auch die Rebsorten Muscat d’Alsace (also Muskat-Ottonel oder Muscat blanc à petits grains) angepflanzt werden. Diese Sorten führen jedoch mit knapp 1 Prozent ein Schattendasein. 
Neben dem Altenberg de Bergheim ist der Kaefferkopf die einzige Alsace Grand Cru Lage, in der neben sortenreinen Weinen auch Verschnitte angeboten werden dürfen. Dieser Verschnitt führt die kurze Bezeichnung Kaefferberg und setzt sich wie folgt zusammen:
- Die Hauptsorte ist der Gewürztraminer, dessen Anteil bei 60 bis max. 80 Prozent liegen muss.
- Zweite Hauptsorte ist der Riesling, dessen Anteil bei 10 bis 40 Prozent liegt.
- Wahlweise dürfen den beiden Hauptsorten zu max. 30 Prozent der Grauburgunder und zu maximal 10 Prozent die Muskatsorten beigemengt werden. Die Cuvée kann also im Extremfall aus nur den beiden Hauptsorten bestehen oder aber aus 4 Sorten verschnitten werden.

## Geschichte
Schon seit dem 14. Jahrhundert ist die Gemarkung Kaefferberg für seine großen Weine bekannt und berühmt. Die erste schriftliche Erwähnung findet sich im Urbar des Klosters Pairis von Mittelwihr aus dem Jahr 1328. Die Zisterziensermönche, die den Weinberg vermutlich schon deutlich früher bebauten, gaben dieser Lage den Namen zem Kefersberg.
Die Ausnahmestellung des Kaefferkopfs wurde am 24. Februar 1932 bestätigt, als diese Lage als erster Weinberg des Elsass den Status einer AOC erhielt, also einige Jahre vor der Definition des Weinbaugebiets Elsass als Ganzes. Bei der Einrichtung des Alsace Grand Cru wurde der Kaefferkopf jedoch umgangen. Diese Situation wurde erst im Jahr 2007 bereinigt.